# Oued Berkeche
Oued Berkeche là một đô thị thuộc tỉnh Aïn Témouchent, Algérie. Dân số thời điểm năm 2002 là 3.773 người.